# Гряды Куфа
Гряды Куфа (англ. Cufa Dorsa) — система линейно вытянутых возвышенностей, характеризующаяся относительно мягкими очертаниями вершин и склонов. Находится на спутнике Сатурна — Энцеладе.

## География
Примерные координаты — 3°11′ с. ш. 286°10′ з. д. / 3,19° с. ш. 286,17° з. д.. Максимальный размер структур составляет 90 км. Гряды Куфа расположены между двумя равнинами — западнее находится равнина Сарандиб, а восточнее — равнина Дийяр. Восточней гряд Куфа, по соседству, находится Гряда Эбони. На северо-востоке расположен 12-километровый кратер Омар, а на северо-западе — 4-километровый кратер Шарркан. Южнее — крупная трещина — Рытвины Лабтайт.

## Эпоним
Названы в честь города Куфа, фигурирующего в сборнике арабских сказок «Тысяча и одна ночь». Официальное название было утверждено Международным астрономическим союзом в 2006 году.